# Aoplus productus
Aoplus productus är en stekelart som först beskrevs av Berthoumieu 1914.  Aoplus productus ingår i släktet Aoplus och familjen brokparasitsteklar. Inga underarter finns listade i Catalogue of Life.